# Denise Rosenthal
Denise Sofía Rosenthal Schalchli (Santiago del Cile, 8 novembre 1990) è una cantante e attrice cilena.
La sua carriera ha inizio i primi del 2007 con le bande di Amango, ma l'inizio della carriera come solista risale al 2008 con l'album El blog de la Feña e El Blog de la Feña 2. Nel 2009 ha partecipato come protagonista la telenovela Corazón rebelde, dove ha preso parte al gruppo CRZ la banda, con la quale ha lanciato un album. Denise ha debuttato nei cinema con il film El Limpiapiscinas nel 2011.
Nel 2013 ha protagonizzato il film El Babysitter e ha lanciato il suo terzo album Fiesta.

## Carriera

### 2006-2007:Amango
Nel 2006 ha dato inizio alla sua carriera televisiva prendendo parte al cast principale della serie di Canal 13 Amango, nei panni di María Fernanda Mc Gellar conosciuta da tutti come "Feña". La prima stagione della serie è stata emessa dal 16 giugno 2007 alle 22:00 al 1º settembre 2007. La seconda stagione di Amango è stata girata a partire dalla fine del 2007 ed è stata mandata in onda dal 28 marzo 2008 alle 22:00 al 20 giugno 2008. Denise ha registrato gli album delle due stagioni: Amango: El Sueño Se Hizo Realidad e Esto No Es Un Juego.

### 2008-2009: ruoli televisivi
Il 2008 è stato l'anno del decollo della carriera di Denise, visto l'esito del suo personaggio "Feña" in Amango, Canal 13 ha deciso di realizzare uno Spin-Off di questa serie chiamata El Blog de la Feña, nella quale tutto gira attorno a "Feña". Il progetto è uscito sugli schermi il 16 giugno 2008 ed è risultato tutto un esito.
Nel giugno 2008 sono stati lanciati i singoli «No Quiero Escuchar Tu Voz» e «Si Tu Me Quieres». In agosto è uscito il video ufficiale di «No Quiero Escuchar Tu Voz».
Il 25 aprile 2009 è uscito in vendita il secondo disco intitolato El Blog De La Feña 2. Il disco contiene 10 canzoni, di cui «Eres la luz» è il primo singolo.
Nel 2009, parallelamente alla trasmissione della seconda stagione di El blog de la Feña, ha cominciato a girare la versione cilena di Rebelde Way. Rosenthal ha vestito i panni di Martina Valdivieso, ruolo completamente differente dal precedente "la Feña", e prende parte alla banda di questa serie chiamata Corazón Rebelde.

### 2010-11: Musica come solista e debutto nel cinema
Verso la fine del 2010, Denise registra la canzone «Men» in collaborazione con il rapper Tea Time.
Nel luglio 2011, Denise è stata confermata come membro del cast della nuova serie giovanile El nuevo, nella quale prende le parti di Cote, la cugina del protagonista.
Nel settembre 2011 ha registrato assieme a Neven Ilic la canzone «Say Hey, Say Ohh». Nello stesso periodo ha girato il film di José Luis Guridi  El Limpiapiscinas, uscito nelle sale nell'ottobre 2012. Il 29 novembre 2011 ha lanciato il suo primo singolo del suo terzo album "I Wanna Give My Heart".

### 2012-presente
A partire da maggio 2012, Denise prende parte al cast del musical Que cante la vida: El Musical, uscito il 7 giugno 2012 nel Teatro Municipal de Las Condes a Santiago de Chile.
Nei primi giorni di maggio ha girato il video del suo secondo singolo del terzo album, "Just Better Alone", mentre il 14 settembre 2012 ha lanciato il suo terzo singolo, "Dance".
Il 23 gennaio 2013 è uscito sugli schermi il film El Babysitter.

## Filmografia

### Cinema
- El Limpiapiscinas (2011)
- El Babysitter (2013)
- La Reina de las Nieves 2: El espejo encantado (2016)
- Prueba de actitud (2016)
- La Reina de las Nieves 3: Fuego y Hielo (2017)

### Televisione
- Amango (2007–2008)
- El Blog de la Feña (2008–2009)
- Corazón Rebelde (2009)
- El nuevo (2013)
- Matriarcas (2015)
- Chico reality (2016)
- El Camionero (2016-2017)

## Discografia

### Album
- 2008 - El Blog de la Feña
- 2009 - El Blog de la Feña 2
- 2013 - Fiesta
- 2017 - Cambio de Piel

### Singoli
- 2008 - No quiero escuchar tu voz
- 2008 - Espérame
- 2008 - Amiga
- 2008 - La vida sin ti
- 2009 - Eres la luz
- 2010 - Las horas
- 2010 - Men
- 2011 - I wanna give my heart
- 2012 - Just better alone
- 2012 - Dance
- 2013 - Fiesta
- 2014 - Revolution
- 2014 - Turn it up
- 2016 - Cambio de piel
- 2017 - Isidora
- 2018 - Cabello de angel
- 2018 - Lucha en equilibrio
- 2018 - Encadená
- 2019 - Soñarse de a dos
- 2019 - Agua segura
- 2019 - El amor no duele
- 2019 - Ni un fruto
- 2020 - Tiene sabor

### Come artista ospite
- 2020 - Santería (con Lola Índigo e Danna Paola)

### Colonne sonore
- 2007 - Amango: el sueño se hizo realidad
- 2007 - Amango villancicos
- 2008 - Amango: esto no es un juego

### DVD
- 2007 - Amango karaoke
- 2008 - Amango la gira

### Tour
- Amango gira 2008 (2007-2008)